# Establet
Establet település Franciaországban, Drôme megyében. Lakosainak száma 25 fő (2022. január 1.). Establet Bellegarde-en-Diois, La Charce, La Motte-Chalancon, Rottier, Saint-Dizier-en-Diois és Valdoule községekkel határos.

## Népesség
A település népességének változása:
| Lakosok száma | 33   | 14   | 19   | 26   | 29   | 29   | 27   | 25   | 23   | 25   |
|               | 1968 | 1982 | 1990 | 2006 | 2013 | 2015 | 2017 | 2019 | 2020 | 2022 |